# Premjer-Liga (Kasachstan)
Die Premjer-Liga (kasachisch und russisch Премьер-Лига) ist die höchste Fußball-Liga Kasachstans und wird seit dem FIFA-Beitritt des Landes 1992 ausgetragen. Im selben Jahr wurde auch der kasachische Pokalwettbewerb erstmals ausgetragen. Bis 2001 trug die Liga den Namen Oberste Liga und von 2002 bis 2007 den Namen Superliga.

## Modus
Die Spielzeit der Premjer-Liga ist an das Kalenderjahr angepasst und wird zwischen März und November ausgetragen. In der Regulären Saison treten alle Mannschaften in einem Hin- und Rückspiel gegeneinander an. Der Meister nimmt an der 1. Qualifikationsrunde zur UEFA Champions League teil, der Zweite und Dritte zusammen mit dem Pokalsieger an der UEFA Europa Conference League. Der Tabellenletzte und Vorletzte steigen in die Erste Liga ab.

## Mannschaften 2025
Folgende Mannschaften nehmen an der Saison 2025 teil:
| - FK Aqtöbe - FK Astana - FK Atyrau - Jelimai Semei - Oqschetpes Kökschetau - Ordabassy Schymkent - Qaisar Qysylorda - FK Qairat Almaty - FK Qysyl-Schar SK - FK Schenys - Schetissu Taldyqorghan - FK Turan - Tobyl Qostanai - Ulytau Schesqasghan |

## Die Meister der Premjer-Liga
| - 1992 – FK Qairat Almaty - 1993 – Ertis Pawlodar - 1994 – Yelimai Semipalatinsk - 1995 – Yelimai Semipalatinsk - 1996 – FK Taras - 1997 – Ertis Pawlodar - 1998 – Yelimai Semipalatinsk - 1999 – Ertis Pawlodar - 2000 – Zhenis Astana - 2001 – Zhenis Astana - 2002 – Ertis Pawlodar | - 2003 – Ertis Pawlodar - 2004 – FK Qairat Almaty - 2005 – FK Aqtöbe - 2006 – FK Astana-64 - 2007 – FK Aqtöbe - 2008 – FK Aqtöbe - 2009 – FK Aqtöbe - 2010 – Tobyl Qostanai - 2011 – Schachtjor Qaraghandy - 2012 – Schachtjor Qaraghandy - 2013 – FK Aqtöbe | - 2014 – FK Astana - 2015 – FK Astana - 2016 – FK Astana - 2017 – FK Astana - 2018 – FK Astana - 2019 – FK Astana - 2020 – FK Qairat Almaty - 2021 – Tobyl Qostanai - 2022 – FK Astana - 2023 – Ordabassy Schymkent - 2024 – Ķajrat |

## Rekordmeister
| Rang | Land                     | Gold | Silber | Bronze | Gesamt |
| ---- | ------------------------ | ---- | ------ | ------ | ------ |
| 1    | FK Astana                | 7    | 5      | 1      | 12     |
| 2    | Ertis Pawlodar           | 5    | 4      | 6      | 15     |
| 3    | FK Aqtöbe                | 5    | 4      | 4      | 12     |
| 4    | Kairat Almaty            | 4    | 5      | 7      | 15     |
| 5    | Tobyl Qostanai           | 3    | 5      | 5      | 13     |
| 6    | FK Astana-1964           | 3    | 0      | 1      | 4      |
| 6    | Yelimai Semipalatinsk    | 3    | 0      | 1      | 4      |
| 8    | Schachtjor Qaraghandy    | 2    | 0      | 3      | 5      |
| 9    | FK Taras                 | 1    | 2      | 0      | 3      |
| 10   | Jessil Bogatyr Petropawl | 0    | 2      | 1      | 3      |
| 11   | FK Atyrau                | 0    | 2      | 0      | 2      |
| 11   | FK Ekibastusez           | 0    | 2      | 0      | 2      |
| 13   | SKIF Ordabassy Schymkent | 0    | 1      | 0      | 1      |
| 13   | Schetissu Taldyqorghan   | 0    | 1      | 0      | 1      |
| 15   | Ordabassy Schymkent      | 0    | 0      | 3      | 3      |
| 16   | Gornjak Chromtau         | 0    | 0      | 1      | 1      |

## Toptorschützen
| Rang                                                               | Spieler                  | Tore |
| ------------------------------------------------------------------ | ------------------------ | ---- |
| 1.                                                                 | Nurbol Schumasqaliew     | 167  |
| 2.                                                                 | Murat Tleschew           | 148  |
| 3.                                                                 | Oleg Litwinenko          | 147  |
| 4.                                                                 | Nurken Masbajew          | 142  |
| 5.                                                                 | Andrei Miroschnitschenko | 115  |
| 6.                                                                 | Ulugʻbek Baqoyev         | 111  |
| 7.                                                                 | Andrei Finontschenko     | 103  |
| 8.                                                                 | Älibek Böleschew         | 100  |
| 9.                                                                 | Ruslan Imankulow         | 96   |
| 10.                                                                | Alexander Schatskich     | 96   |
| Stand Ende der Saison 2018; Fett gesetzte Spieler sind noch aktiv. |                          |      |

## Rekordspieler
| Rang                                                               | Spieler              | Spiele |
| ------------------------------------------------------------------ | -------------------- | ------ |
| 1.                                                                 | Nurbol Schumasqaliew | 526    |
| 2.                                                                 | Serik Scheilitbajew  | 457    |
| 3.                                                                 | Samat Smaqow         | 452    |
| 4.                                                                 | Igor Jurin           | 426    |
| 5.                                                                 | Ruslan Gumar         | 424    |
| 6.                                                                 | Danijar Mukanow      | 418    |
| 7.                                                                 | Maksim Samtschenko   | 417    |
| 8.                                                                 | Qairat Äschirbekow   | 407    |
| 9.                                                                 | Maksat Baischanow    | 405    |
| 10.                                                                | Sergei Skorych       | 404    |
| Stand Ende der Saison 2018; Fett gesetzte Spieler sind noch aktiv. |                      |        |

## UEFA-Fünfjahreswertung
Platzierung in der UEFA-Fünfjahreswertung:
(in Klammern die Vorjahresplatzierung). Die Kürzel CL, EL und CO hinter den Länderkoeffizienten geben die Anzahl der Vertreter in der Saison 2026/27 der Champions League, der Europa League sowie der Conference League an.
- 37.  (32)  Kosovo (Liga, Pokal) – Koeffizient: 12.041 – CL: 1, EL: 0, CO: 3
- 38.  (34)  Finnland (Liga, Pokal) – Koeffizient: 11.750 – CL: 1, EL: 0, CO: 3
- 39.  (33)  Kasachstan (Liga, Pokal) – Koeffizient: 11.125 – CL: 1, EL: 0, CO: 3
- 40.  (38)  Färöer (Liga, Pokal) – Koeffizient: 10.750 – CL: 1, EL: 0, CO: 3
- 41.  (45)  Malta (Liga, Pokal) – Koeffizient: 8.500 – CL: 1, EL: 0, CO: 3

Stand: Ende der Europapokalsaison 2024/25